# Zweckverband Verkehrsverbund Bremen/Niedersachsen

Logo des ZVBN

Der Zweckverband Verkehrsverbund Bremen/Niedersachsen (ZVBN) ist ein Zusammenschluss von sechs Landkreisen und vier Städten im Raum des Verkehrsverbundes Bremen / Niedersachsen (VBN) in Form eines Zweckverbandes. Er ist Aufgabenträger für den straßengebundenen öffentlichen Personennahverkehr (ÖPNV).

## Allgemeines
Das gemeinsame Ziel ist die Schaffung von Grundlagen für einen qualitativ hochwertigen ÖPNV. Damit unterstützt er die Weiterentwicklung der Region zu einem attraktiven Wirtschafts- und Wohnstandort mit hoher Lebens- und Umweltqualität.
1989 startete die Verkehrsgemeinschaft Bremen / Niedersachsen mit dem Ziel „ein Tarif – ein Fahrschein für alle Verkehrsmittel“. 1994 begann das Projekt zur Weiterentwicklung der VBN, bevor 1996, auf Grundlage der geänderten rechtlichen Rahmenbedingungen, die VBN-GmbH und der ZVBN gegründet wurden. Der ZVBN entstand im September 1996 als Zusammenschluss von vier kreisfreien Städten, sechs Landkreisen sowie zunächst zwölf assoziierten Gemeinden angrenzender Landkreise. Im folgenden Monat wurde der Verkehrsverbund Bremen/Niedersachsen gegründet, in dem sich die Verkehrsunternehmen zusammengeschlossen haben, die Verkehrsdienstleistungen im Verbundraum erbringen. 1997 traten die Verbundverträge in Kraft und die Verkehrsgemeinschaft wurde in einen Verkehrsverbund umgewandelt. Somit waren getreu den Vorgaben der Europäischen Union einerseits Verwaltung und Planung sowie andererseits die Durchführung des öffentlichen Nahverkehrs auf zwei getrennte organisatorische Einheiten verteilt worden.

## Organisationsstruktur
Für den Straßenpersonennahverkehr (ÖSPV) haben die Landesgesetzgeber die Aufgabenträgerschaft auf den kommunalen Bereich übertragen (vgl. § 6 Abs. 1 BremÖPNVG und § 4 Abs. 1 Nr. 3 NNVG). Damit wurden in Niedersachsen in den Landkreisen und kreisfreien Städten auch die Aufgaben für die Erstellung eines Nahverkehrsplanes und für die Bestellung gemeinwirtschaftlicher Leistungen auf die Kommunen übertragen.
Gem. § 7 Abs. 1 BremÖPNVG können sich die Aufgabenträger im Land Bremen zur Wahrnehmung der ihnen obliegenden Aufgaben gemeinsam mit den niedersächsischen Aufgabenträgern zu einem Zweckverband zusammenschließen. In Bremen und Bremerhaven liegt daher die Zuständigkeit für den ÖSPV bei dem 1996 gegründeten Zweckverband Verkehrsverbund Bremen / Niedersachsen (ZVBN).
Für den ÖSPV in Bremen und der Region existiert seit dem 1. Januar 1997 folgende dreigliedrige Organisationsstruktur:
1. Zweckverband Verkehrsverbund Bremen / Niedersachsen (ZVBN) als Aufgabenträger (Besteller)
2. Verkehrsverbund Bremen / Niedersachsen GmbH (VBN) als Regieebene
3. 34 Verkehrsunternehmen im VBN als Betreiber (Ersteller)

Der Schienenpersonennahverkehr (SPNV) im VBN-Gebiet wird hingegen von den SPNV-Aufgabenträgern, der Landesnahverkehrsgesellschaft Niedersachsen mbH (LNVG) in Hannover und dem Senator für Umwelt, Bau und Verkehr (SBUV) in Bremen, gemeinsam bestellt und gemanagt. Eine Übertragung auf den ZVBN wäre zwar rechtlich möglich, wird aktuell aber nicht angestrebt.

## Rechtsgrundlagen
Neben dem BremÖPNVG und dem NNVG sind folgende Rechtsgrundlagen bzw. vertragliche Regelungen bedeutsam:
1. Zweckverbandssatzung für den ZVBN
2. Assoziierungsverträge mit anderen niedersächsischen Gemeinden
3. VBN-Gesellschaftsvertrag
4. Rahmenvertrag VBN – ZVBN
5. Durchführungsvertrag VBN – ZVBN
6. Finanzierungsvertrag für die VBN GmbH

Der ZVBN ist gem. § 4 Abs. 1 der Zweckverbandssatzung Aufgabenträger sowie zuständige Behörde gemäß der VO (EWG) 1370/07 für den ÖSPV im Sinne des PBefG. Wie bereits erwähnt, ist er nicht Aufgabenträger für den SPNV, der von den Ländern Bremen und Niedersachsen (→ über die LNVG) betreut wird.
Zu den Vertragszielen des Rahmenvertrages zwischen dem ZVBN und der VBN-GmbH gehören gem. § 1 Abs. 1 die Sicherung, Verbesserung und der Ausbau des ÖPNV im VBN-Verbundgebiet. Um diese Vertragsziele zu erreichen, verpflichtet sich gem. § 2 Abs. 2
- die VBN-GmbH, den Zweckverband – unter Beachtung des von ihm beschlossenen Nahverkehrsplanes – bei der Erfüllung seiner Aufgaben zu unterstützen sowie in ihrem Wirkungskreis dafür Sorge zu tragen, dass die Regelungen des Rahmenvertrages und des Nahverkehrsplanes erfüllt werden,
- der Zweckverband, die durch Anwendung des Verbundtarifs entstehenden Mindererträge gem. den Regelungen des zwischen ZVBN und VBN geschlossenen Durchführungsvertrages auszugleichen (→ Finanzierungsbeitrag).

Der Durchführungsvertrag regelt gem. § 1 Abs. 1 einschließlich seiner Anlagen:
1. Welche Einnahmen als Aufteilungsmasse gelten und wie diese Einnahmen auf die Verkehrsunternehmen aufzuteilen sind
2. Den Ausgleich, der durch den Verbundtarif entstehenden Mindererträge durch den ZVBN (→ Finanzierungsbeitrag zu den sogenannten Durchtarifierungsverlusten)
3. Die Einrichtung eines Fonds der Verkehrsunternehmen für die Jahre 2005 bis 2010
4. Das Verfahren zur Änderung des Verbundtarifs
5. Die Durchführung von Verkehrserhebungen

## Verbandsglieder
Verbandsglieder des ZVBN sind gem. § 2 der Zweckverbandssatzung die zur Freien Hansestadt Bremen gehörenden Städte Bremen und Bremerhaven, die niedersächsischen kreisfreien Städte Delmenhorst und Oldenburg sowie die Landkreise Ammerland, Diepholz, Oldenburg, Osterholz, Verden und Wesermarsch. Über Assoziierungsverträge gehören zum VBN-Verbundgebiet ferner im Landkreis Cuxhaven die Kommunen Wurster Nordseeküste (ab 1. Januar 2016), Hagen im Bremischen, Beverstedt, Loxstedt, Schiffdorf und Geestland (ab 1. Januar 2016), im Landkreis Rotenburg (Wümme) die Kommunen Gnarrenburg, Selsingen, Tarmstedt, Zeven, Sottrum, Rotenburg/Wümme, Stadt Visselhövede und Samtgemeinde Bothel  sowie im Landkreis Nienburg die Samtgemeinde Grafschaft Hoya.
Das Verbundgebiet des VBN umfasst eine Fläche von 8.500 km² mit 1,833 Mio. Einwohnern. 34 Verkehrsunternehmen betreiben 10 Eisenbahnlinien, 12 Straßenbahnlinien, 402 Omnibuslinien mit 71 Bahnhöfen und ca. 6.500 Haltestellen. 140,2 Mio. Fahrgäste führten 2018 zu Einnahmen von 176,6 Mio. Euro.
Beschlussorgan des ZVBN ist die Verbandsversammlung. Jedes Verbandsglied entsendet zwei Vertreter. Hierzu gehören der Hauptverwaltungsbeamte sowie ein weiterer „frei bestimmbarer“ Vertreter. Die Stimmverteilung erfolgt auf Grundlage der Zahl der Einwohner.
Verbandsglieder und Stimmenanzahl (Gesamt 56, Stand 2018):
- Stadtgemeinde Bremen 18
- Stadtgemeinde Bremerhaven 4
- Stadt Delmenhorst       3
- Stadt Oldenburg         5
- Landkreis Ammerland     4
- Landkreis Diepholz     7
- Landkreis Oldenburg     4
- Landkreis Osterholz     4
- Landkreis Verden     4
- Landkreis Wesermarsch   3

Im Grundsatz werden Entscheidungen mit Dreiviertel-Mehrheit getroffen. Bestimmte Entscheidungen – wie beispielsweise die Änderung von Aufgaben, die Aufnahme neuer Mitglieder, der Wirtschafts- und der Nahverkehrsplan – verlangen einstimmige Beschlüsse.
Derzeitiger Verbandsvorsitzender ist der Landrat vom Landkreis Osterholz Bernd Lütjen. Sein Stellvertreter ist der Bremer Staatsrat Ralph Baumheier.
Für das operative Geschäft ist die ZVBN-Geschäftsstelle am Willy-Brandt-Platz 7 in Bremen zuständig. Neben dem Geschäftsführer sind hier fünfzehn weitere Mitarbeiter tätig.

## Aufgaben des ZVBN als ÖSPV-Aufgabenträger
- Aufgabenträger für den ÖSPV gem. § 6 und 7 BremÖPNV bzw. § 4 Abs. 1 Nr. 3 und Abs. 3 NNVG
- „zuständige Behörde“ nach der EU-VO 1370/07 für eventuell anstehende Ausschreibungen im ÖSPV.
- Beschluss des Nahverkehrsplanes
- Ausgleich von Mindererträge bei Verkehrsunternehmen aufgrund der Anwendung des VBN-Tarifes durch den Finanzierungsbeitrag
- Unterstützung der Gebietskörperschaften bei der Planung und Finanzierung von ÖPNV-Verbesserungen
- Bündelung der ÖPNV-Interessen der Region und Vertretung diese gegenüber Dritten

Zu den gemeinsamen Aufgaben von ZVBN und VBN zählen
- Die Entwicklung von Qualitätsstandards für ÖPNV- und SPNV Haltestellen, ein abgestimmtes Fahrzeugkonzept, das Beschwerdemanagement sowie ein Konzept zur Fahrgastinformation.
- Die Weiterentwicklung des VBN-Tarifs
- Die Marktforschung mit den Instrumenten der Kundenbarometer, Verkehrserhebungen und Fahrgastbefragungen.

## Finanzierung
Zur Finanzierung der ihm übertragenden Aufgaben stellen die Städte Bremen und Bremerhaven sowie das Land Niedersachsen dem ZVBN als ÖPNV-Aufgabenträger jährlich 1,35 € pro jeweiligen Einwohner zur Verfügung.

## Nahverkehrsplan
Gem. § 4 Abs. 3 der Zweckverbandssatzung in Verbindung mit § 8 BremÖPNVG und § 6 NNVG hat der Zweckverband einen Nahverkehrsplan (NVP) zu beschließen. Dieser bildet gem. § 5 Abs. 2 den Rahmen für die Sicherung, Entwicklung und Verbesserung des ÖPNV im Verbandsgebiet. Mit ihm definiert der Aufgabenträger die „ausreichende Verkehrsbedienung“ im öffentlichen Interesse. Der NVP ist gem. § 5 Abs. 1 für einen Zeitraum von jeweils fünf Jahren zu beschließen. Er soll vorhandene Verkehrsstrukturen beachten, unter Mitwirkung der vorhandenen Verkehrsunternehmen zustande kommen und die von den einzelnen Verbandsgliedern aufgestellten ÖPNV-Planungen berücksichtigen. Er ist somit auch mit den Erfordernissen der Raumordnung und Landesplanung abzustimmen
Nach den NVP 1 (1998–2002), dem NVP 2 (2003–2007), dem der NVP 3 (2008–2012), NVP 4 (2013–2017),  NVP 5 (2018–2022) wurde im Dezember 2022 der NVP 6 durch die Verbandsversammlung verabschiedet.
Der Nahverkehrsplan ist in folgende Abschnitte gegliedert:
Teil A: Bestandsaufnahme und Bewertung des vorhandenen Verkehrsangebotes
Teil B: Abschätzung des zukünftig zu erwartenden Verkehrsaufkommens im ÖPNV
Teil C: Sicherung, Entwicklung und Verbesserung des ÖPNV
Teil D: Finanzierung
Teil E: Prioritätensetzung

## ZVBN-Förderfonds
Laut Beschluss der Verbandsversammlung vom 18. Dezember 2002 wurde für die Wirtschaftsjahre 2003 bis 2005 erstmals ein Förderfonds beim ZVBN für die Förderung von ÖPNV-Maßnahmen eingerichtet. Die Mittelbereitstellung erfolgt seitdem über Zuwendungen gem. NNVG (→ Mittel, die nach Abzug des ZVBN-Finanzierungsbeitrages übrig bleiben) und einer Umlage der Städte Bremen und Bremerhaven sowie den assoziierten Gebietskörperschaften. Antragsberechtigt sind die Gebietskörperschaften und die Verkehrsunternehmen im VBN sowie die VBN-GmbH.
Zu den Förderbereichen zählen insbesondere:
- Leistungsverbesserungen
- SPNV / ÖPNV-Haltestellen (insbesondere im Hinblick auf „Barrierefreiheit“). Seit Beginn der spezifischen Haltestellenförderung im Jahr 2000 wurden mit finanzieller Hilfe des ZVBN insgesamt über 1.500 Haltestellen modernisiert.
- Fahrgastinformationen
- Verkehrserhebungen und Marktforschung.